# Suseł karłowaty
Suseł karłowaty, dawniej: suseł karlik (Spermophilus pygmaeus) – gryzoń z rodziny wiewiórkowatych, zamieszkujący tereny od wschodniej Europy po Azję Środkową. Jest szkodnikiem upraw rolnych. 

## Systematyka
W 2009 roku amerykańscy zoolodzy Kristofer M. Helgen, F. Russell Cole, Lauren Helgen i Don E. Wilson opublikowali wyniki badań filogenetycznych z wykorzystaniem mitochondrialnego genu cytochromu b, które wskazały konieczność rewizji dotychczasowego podziału systematycznego w obrębie plemienia Marmotini. Ustalili także poprawny podział w obrębie gatunku Spermophilus pygmaeus i wskazali na istnienie pięciu podgatunków:
- S. p. brauneri (Martino, 1917) – typowa lokalizacja: Igreń (obwód dniepropetrowski), Krym (syn. S. kalabuchovi (Ognev, 1937))
- S. p. herbicolus (V. Martino & E. Martino, 1916) – typowa lokalizacja: stepy w rejonie Aktobe, Kazachstan, Kirgistan (synonimy: S. atricapilla (Orlov, 1927), S. herbidus (Martino, 1915), S. septentrionalis (Obolenskij, 1927))
- S. p. mugosaricus (Lichtenstein, 1823) – typowa lokalizacja: pasmo górskie Mugodżary w Kazachstanie (synonimy: S. kazakstanicus (Goodwin, 1935), S. andnikolskii (Heptner, 1934))
- S. p. musicus Ménétries, 1832 – typowa lokalizacja: Gruzja (synonimy: S. boehmii (Krassovskii, 1932), S. magisteri (Heptner, 1948), S. saturatus (Ognev, 1947), S. andtypicus (Satunin, 1908))
- S. p. pygmaeus (Pallas, 1778) – typowa lokalizacja: dolny bieg rzeki Ural, Indersk (synonimy: S. arenicola (Rall, 1935), S. binominatus (Ellerman, 1940), S. ellermani (Harris, 1944), S. flavescens (Pallas, 1779), S. orlovi (Ellerman, 1940),  S. pallidus (Orlov i Fenyuk, 1927), S. planicola (Satunin, 1909), S. ralli (Heptner, 1948), S. satunini (Sveridenko, 1922) i S. andsaturatus (Ognev, 1947))

## Morfologia
Suseł karłowaty jest gryzoniem średniej wielkości. Tułów wraz z głową osiąga 25 cm długości, a ogon 5 cm. Wybarwienie grzbietu szarawe, z rudym odcieniem. Sierść pokrywają jaśniejsze kropki. Część brzuszna ubarwiona na jasno. 

## Tryb życia
Wiedzie naziemny, dzienny tryb życia. Zimą i latem zapada w okresowy sen. Mieszka w koloniach. Samica rodzi raz w roku 5-8 młodych. Jest poważnym szkodnikiem upraw rolnych.

## Rozmieszczenie geograficzne
Zamieszkuje wschodnią Europę i zachodnią Azję: w rejonie Dniepru na Ukrainie, Powołże i Kaukaz Północny w Rosji, natomiast przeważająca część zakresu w Azji Środkowej obejmuje tereny Kazachstanu – do jeziora Aralskiego na wschodzie. Suseł karłowaty zamieszkuje tereny na wysokości 400–500 m n.p.m..

## Ekologia
Jest roślinożercą i odżywia się nadziemnymi i podziemnymi częściami roślin. Unika miejsc porośniętych gęstymi wysokimi trawami. Wzrost powierzchni stepów porośniętych wysokimi trawami ma bezpośredni wpływ na wielkość populacji susła karłowatego. Gatunek jest uznawany przez naukowców za kluczowy dla funkcjonowania ekosystemu półpustynnego, bowiem stanowi podstawę pożywienia dla innych gatunków zwierząt (np. orła stepowego), a także w sposób istotny uczestniczy w procesie glebotwórczym tych terenów.

### Siedlisko
Suseł karłowaty zasiedla pustynie i półpustynie oraz tereny leżące długo odłogiem. Każda kolonia obejmuje stare, stałe systemy nor oraz tymczasowe nory ochronne.